# Ohnivý kuře
Ohnivý kuře je český televizní seriál vysílaný na stanici Prima od 5. března 2016. Za seriálem stojí Lucie Paulová a Jonáš Paul. Hlavními hrdiny jsou dva kuchaři a nejlepší kamarádi Michal „Mike“ Beneš (Jakub Prachař) a Jan „Burák“ Bureš (Jan Dolanský), již právě vyšli z vězení s jedinou myšlenkou – otevřít si svůj vysněný steak house.
Dne 8. ledna 2018 TV Prima potvrdila, že na jaře 2018 bude odvysílána poslední epizoda.

## Synopse
Dvojice kamarádů – Michal „Mike“ Beneš (Jakub Prachař) a Jan „Burák“ Bureš (Jan Dolanský) – je propuštěna z vězení. Burák zdědil po svém strýci hospodu U Nováčků v městečku Janovy Lázně. Při příjezdu zjistí, že hospoda je ruina a nedá se zde nic provozovat. Navíc je zde schopná konkurence v podobě Hotelu Grand, jenž patří Karlu Tréblovi (Petr Štěpánek), který se chystá předat hotel svým vnoučatům Kláře (Kristýna Leichtová) a Leoškovi (David Gránský), s čímž ovšem nesouhlasí jeho snacha Renata Tréblová (Simona Babčáková), byla by totiž ráda, kdyby hotel patřil pouze Leoškovi. Dále hospoda U Slepičků, kterou provozuje Manka Slepičková (Lenka Krobotová), večerka asijského prodejce Liua (Viet Anh Doan) a jeho dcery Hany (Ivy Hoang) a cukrárna Kláry a její kamarádky Veruny (Lucie Polišenská). Mike a Burák se snaží získat peníze na rekonstrukci hospody a rozjet ji, ale spíše se dostávají do větších dluhů. Start jejich nového života také komplikuje probační pracovník Emil Macátko (Norbert Lichý), který dohlíží nad jejich životy.

## Obsazení

### Hlavní postavy
| Jakub Prachař | Michal „Mike“ Beneš |
| Jan Dolanský  | Jan „Burák“ Bureš   |

### Další postavy

#### Hospoda U Slepičků
| Michal Suchánek    | Ing. Jaroslav „Jarda“ Slepička, manžel Malvíny a bratr Manky |
| Lenka Krobotová    | Manka Slepičková, sestra Jardy                               |
| Linda Rybová       | Malvína Slepičková, manželka Jardy                           |
| Libuše Švormová    | Anna Mašlíková, DiS.                                         |
| Vítek Říha         | Oliver „Olík“ Slepička, syn Malvíny a Jardy Slepičkových     |
| Josef Carda        | František „Ferda“ Mrázek, je zamilovaný do Manky             |
| Zdeněk Dušek       | doktor Jan Zezula                                            |
| Filip Richtermoc   | Tonda „Rapid“ Pospíšil                                       |
| Kamila Sedlárová   | Václava „Venca“                                              |
| Zdeněk Vencl       | Vilda Zedníček                                               |
| Jiří Ployhar       | Jonáš                                                        |
| Richard Genzer     | kuchař Roman Kohout                                          |
| Pavla Tomicová     | kuchařka Božka                                               |
| Kristína Svarinská | servírka Táňa                                                |

#### Večerka a bistro u Lia
| Viet Anh Doan       | Liu                                                       |
| Ivy Hoang           | Hany                                                      |
| Alžbeta Stanková    | Karolína Bendová, expřítelkyně Buráka a přítelkyně Lukyho |
| Rostislav Novák ml. | Luky, přítel Karolíny                                     |
| Václav Kopta        | otec Jíša                                                 |

#### Hotel Grand
| Petr Štěpánek      | Karel Trébl                                                           |
| Josef Polášek      | Leoš Trébl, manžel, později exmanžel Renáty                           |
| Simona Babčáková   | Renáta Tréblová, exmanželka Leoše                                     |
| David Gránský      | Leoš „Junior“ Trébl ml., syn Renáty a Leoše                           |
| Tereza Vodochodská | recepční Mirka                                                        |
| Ondřej Lechnýř     | vrchní Ondřej                                                         |
| Radka Kovaříková   | servírka Radka                                                        |
| Pavel Batěk        | šéfkuchař Robert Dražan                                               |
| Luděk Sobota       | šéfkuchař Sváťa (zemřel v 2. díle)                                    |
| Eva Čížkovská      | kuchařka Jarka                                                        |
| Richard Tesařík    | kuchař Vláďa                                                          |
| Ivo Synek          | kuchař Standa                                                         |
| Dominik Zakl       | kuchař Dominik                                                        |
| Vilma Cibulková    | šéfkuchařka Johana Němcová (byla vyhozena v 154. díle)                |
| Jiří Hána          | ředitel hotelu Jiří Němec, je zamilovaný do Kláry, skončil v blázinci |
| Ernesto Čekan      | číšník Denis Vrána                                                    |
| Oldřich Navrátil   | šéfkuchař Mirek Svědcený                                              |
| Marek Lambora      | ředitel hotelu Radek                                                  |

#### Cukrárna Nebe
| Kristýna Leichtová | Klára Benešová (dříve Tréblová)           |
| Lucie Polišenská   | Veronika „Veruna“ Jíšová, manželka Buráka |
| Karolína Lipowská  | Diana „Didi“ Tréblová                     |
| Iva Janžurová      | Slávka Hrubešová (odletěla na Jamajku)    |
| Ivana Korolová     | Pavlínka Kalousková                       |
| Jitka Smutná       | maminka Pavlínky paní Kalousková          |

#### Ostatní postavy
| Dana Batulková       | Zuzana Benešová, matka Michala                         |
| Braňo Holiček        | Martin Beneš                                           |
| Jan Novotný          | otec Beneš                                             |
| Norbert Lichý        | Emil Macátko, bývalý probační úřednik, kuchař v kuřeti |
| Vojtěch Vodochodský  | číšník Ivan                                            |
| Alena Štréblová      | Anežka                                                 |
| David Prachař        | Bedřich Vyhnálek, sňatkový podvodník                   |
| Jaromír Nosek        | doktor Marek Svoboda                                   |
| Roman Zach           | otec Šimon (pravým jménem Pavel) - bratranec Buráka    |
| Zdeněk Mahdal        | Roman Kubík                                            |
| Regina Řandová       | Silvie Kubíková                                        |
| Anežka Rusevová      | Sabina Kubíková                                        |
| Eva Decastelo        | Monika Mlejnková                                       |
| Marek Tomažič        | starosta Mlejnek                                       |
| Irena Máchová        | Irena Hobzová                                          |
| Michal Pleskot       | MUDr. Hobza                                            |
| Jan Zadražil         | Dan Keller                                             |
| Halina Pawlowská     | teta Danča                                             |
| Petr Motloch         | mafián Tom                                             |
| Jana Švandová        | Anna Krejčí                                            |
| Anastázie Chocholatá | Jana Jíšová                                            |
| Vladimír T. Gottwald | farmář Jan Janák                                       |
| Alena Mihulová       | matka Soni, Danuše Janáková                            |
| Otakar Brousek ml.   | Arnošt                                                 |
| Barbora Seidlová     | Soňa Janáková                                          |
| Kristýna Frejová     | Kateřina „Kačaba“ Honzáková                            |
| Ondřej Pavelka       | kpt. Rorejs                                            |
| Radim Novák          | velitel místního oddělení stržm. Jiří Lukeš            |
| Carmen Mayerová      | Miluše „Miluška“ Horáková                              |
| Eva Leimbergerová    | snowboardistka Petra                                   |
| Jindřich Žampa       | Broněk                                                 |
| Martina Preissová    | Alena                                                  |
| Zdeněk Žák           | prodavač ovoce a zeleniny                              |
| Milan Slepička       | farář                                                  |
| Saša Rašilov         | Robi Vítek                                             |
| Barbora Jánová       | přítelkyně Robiho Merylin                              |
| Pavel Rímský         | vedoucí územního odboru policie                        |
| Ludmila Molínová     | paní Vopršálková                                       |
| Ladislava Něrgešová  | zákaznice Romana Kohouta                               |
| Roman Mrázik         | výtvarník Zoran                                        |
| David Suchařípa      | obchodník                                              |
| Nela Ferklová        | Niky                                                   |
| Lada Jelínková       | Hrubešová, matka Rickyho a Niky                        |
| Vojtěch Vovesný      | Ricky                                                  |
| Ladislav Hampl       | Tomáš, společník Robiho                                |
| Jiří Racek           | malíř                                                  |
| Martin Hrubý         | opravář                                                |
| Jiří Kohout          | realitní makléř                                        |
| Prokop Rímský        | pošták Vojta                                           |
| Anastázie Chocholatá | sestara Veroniky Jíšové                                |
| Petr Vaněk           | Simon                                                  |
| Zdeněk Černín        | pan Kalousek, otec Pavlínky                            |
| Josef Laufer         | přítel paní Hrubešové František Halík                  |
| Michal Slaný         | syn paní Hrubešové a otec Rickyho a Niky               |
| Anna Šišková         | matka Karolíny                                         |
| Ľubomír Paulovič     | otec Karolíny                                          |
| Barbora Mottlová     | servírka                                               |
| Jan Hraběta          | majitel lihovaru                                       |
| Radim Kalvoda        | policista                                              |
| Jan Vondráček        | Guru Jéňa                                              |
| Aleš Procházka       | stylista Merylin Pavel „Pája“                          |
| Michal Novotný       | Pavel Šafář                                            |

### Speciální hosté
| Zdeněk Pohlreich | on sám       |
| Roman Šebrle     | on sám       |
| Oldřich Vlach    | biskup Šimek |
| Eva Pilarová     | ona sama     |
| Petr Kolář       | on sám       |
| Ondřej Hejma     | on sám       |

## Epizody
| Řada | Díly | Premiéra na TV Prima | Premiéra na TV Prima |
| Řada | Díly | První díl            | Poslední díl         |
| ---- | ---- | -------------------- | -------------------- |
| 1    | 88   | 5. března 2016       | 8. března 2017       |
| 2    | 32   | 13. března 2017      | 29. června 2017      |
| 3    | 52   | 22. srpna 2017       | 8. března 2018       |
| 4    | 32   | 13. března 2018      | 28. června 2018      |

## Zajímavosti
Dekorace seriálu byly postaveny na ploše o celkové výměře 3 600 m² . Na ploše bylo vytvořeno 33 dekorací nebo prostředí.
Každá dekorace točená v interiéru má reálný exteriér.
Frekvence natáčecího dne byla 12 hodin.
Jeden scénář se skládal cca z 43 obrazů (cca 110 stránek textu = 11 700 slov).
V rámci jednoho natáčecího cyklu se natočily 4 díly.
V dekoracích se nacházelo 12 funkčních kuchyní.
Všechny recepty sestavoval Ivan Vodochodský – celkově bylo 204 receptů.
U všech obrazů, kde se vařilo, peklo, servírovalo,… se nacházeli odborní poradci.

## Produkce
Natáčení začalo začátkem srpna 2015 v Benátkách nad Jizerou. Dalším místem natáčení bylo město Žatec. Většina interiérových scén se pak filmovala v pražských ateliérech v Holešovicích. Původně se měl seriál jmenovat Opilý kuře.
Hlavní autoři: Jonáš Paul (1–8, 10–16, 18–29, 32–49, 53–61, 63–66, 68–77, 79–82 a 85–86), René Decastelo (9, 17, 30–31, 50–52, 62, 67, 78, 83–84, 87–88 a od dílu 105) a David Litvák (89–104).